# Caristius japonicus
Caristius japonicus is een straalvinnige vissensoort uit de familie van caristiden (Caristiidae). De wetenschappelijke naam van de soort is voor het eerst geldig gepubliceerd in 1905 door Gill & Smith.